# Titularbistum Octabia
Octabia war eine antike Stadt in der römischen Provinz Byzacena bzw. Africa proconsularis in der Sahelregion von Tunesien.
Octabia (ital.: Ottabia) ist ein ehemaliges Bistum der römisch-katholischen Kirche und heute ein Titularbistum.
| Titularbischöfe von Octabia |                      |                                                           |                  |                   |
| Nr.                         | Name                 | Amt                                                       | von              | bis               |
| 1                           | Antônio Mazzarotto   | emeritierter Bischof von Ponta Grossa (Brasilien)         | 20. März 1965    | 16. März 1971     |
| 2                           | Josef Vrana          | Apostolischer Administrator von Olmütz (Tschechoslowakei) | 19. Februar 1973 | 30. November 1987 |
| 3                           | Paul Stephen Loverde | Weihbischof in Hartford (USA)                             | 3. Februar 1988  | 11. November 1993 |
| 4                           | Luciano Bergamin CRL | Weihbischof in Santo Amaro (Brasilien)                    | 5. April 2000    | 24. Juli 2002     |
| 5                           | Donald Lapointe      | Weihbischof in Saint-Jérôme (Kanada)                      | 26. Oktober 2002 |                   |